# Абад (село)
Аба́д (азерб. Abad) — село в Агдашском районе Азербайджана.

## Этимология
Первоначальное название села — Ават (Авад). Есть две версии происхождения названия. Первая — название происходит от тюркского племени ават, которое перекочевало из Киргизии. Вторая, народная — название происходит от устаревшего диалектного слова «ават» (заросль). В 1917 году село переименовано в Авад, и постепенно трансформировалось до «Абад».

## История
Село основано в 1809 году.
Село Авад в 1913 году согласно административно-территориальному делению Елизаветпольской губернии относилось к Авадскому сельскому обществу Арешского уезда.
В 1926 году согласно административно-территориальному делению Азербайджанской ССР село относилось к дайре Ляки Геокчайского уезда.
После реформы административного деления и упразднения уездов в 1929 году был образован Карадеинский сельсовет в Агдашском районе Азербайджанской ССР.
Согласно административному делению 1961 и 1977 года село Абад входило в Карадеинский сельсовет Агдашского района Азербайджанской ССР.
К середине 1980-х у села Абад уже был свой сельсовет.
В 1999 году в Азербайджане была проведена административная реформа и был учреждён Абадский муниципалитет Агдашского района.

## География
Село находится на берегах реки Кура.
Село находится в 26 км от райцентра Агдаш и в 261 км от Баку. Ближайшая ж/д станция — Ляки.
Высота села над уровнем моря — 9 м.

## Население
| Численность населения | Численность населения | Численность населения |
| 1886                  | 1979                  | 1999                  |
| --------------------- | --------------------- | --------------------- |
| 815                   | ↗1200                 | ↗1716                 |

В 1886 году в селе, в 139 домах проживало 815 человек, 413 — мужского пола, 402 — женского, большинство жителей — «татары» (азербайджанцы).
Население преимущественно занято хлопководством и шелководством.

## Климат
| Показатель                                             | Янв. | Фев. | Март | Апр. | Май  | Июнь | Июль | Авг. | Сен. | Окт. | Нояб. | Дек. | Год  |
| ------------------------------------------------------ | ---- | ---- | ---- | ---- | ---- | ---- | ---- | ---- | ---- | ---- | ----- | ---- | ---- |
| Средний суточный максимум, °C                          | 7,0  | 8,4  | 12,5 | 20,4 | 25,4 | 29,8 | 33,5 | 32,3 | 28,0 | 21,2 | 14,3  | 9,1  | 20,2 |
| Средняя температура, °C                                | 3,0  | 4,3  | 8,1  | 14,6 | 19,5 | 24,0 | 27,3 | 26,1 | 22,2 | 16,1 | 10,1  | 5,1  | 24,3 |
| Средний суточный минимум, °C                           | −1   | 0,2  | 3,7  | 8,9  | 13,7 | 18,2 | 21,1 | 20,0 | 16,5 | 11,1 | 6,0   | 1,2  | 10,0 |
| Норма осадков, мм                                      | 21   | 25   | 29   | 39   | 53   | 42   | 21   | 23   | 24   | 50   | 29    | 25   | 381  |
| Источник: http://en.climate-data.org/location/992259/6 |      |      |      |      |      |      |      |      |      |      |       |      |      |

Среднегодовая температура воздуха в селе составляет +24.3 °C. В селе семиаридный климат.

## Инфраструктура
В селе расположено почтовое отделение.